# Cäcilie von Sangerhausen
Cäcilie von Sangerhausen gilt als Stammmutter der Ludowinger. Ihr Geburts- und Todesjahr sind unbekannt, doch da ihr Sohn Ludwig (der Springer) sich 1122 aufs Altenteil ins Kloster Reinhardsbrunn zurückzog, wo er 1123 starb, war Cäcilie wahrscheinlich ab den 1040er Jahren im heiratsfähigen Alter. Gestorben ist sie vor 1110, wie sich aus einer Urkunde zu 1110 ableiten lässt.

## Leben und Familie
Über Cecilie von Sangerhausen berichten die Historia brevis principum Thuringiae und die Chronica Reinhardsbrunnensis sowie indirekt der Annalista Saxo und die Urkunde zu 1110. Historia und Chronica berichten, dass Ludwig mit dem Bart eine gewisse Ceciliae de Sangirhusen eine matrona nobilissima de Saxonia geheiratet habe, die ihm durch Erbfolge zahlreiche Güter (VII milia mansorum) zugebracht habe. Darunter muss Sangerhausen gewesen sein, damals im Helmegau oder Friesenfeld gelegen.
Der Annalista Saxo berichtet anlässlich der Bekleidung des Kanonikers Hamezo († nach 1089) zum Bischof von Halberstadt 1085, dass dieser ein avunculum Lodowici comitis de Thuringia, Onkel des Grafen Ludwig von Thüringen sei. Angenommen, mit Lodewic war Ludwig der Springer gemeint, dann war Hamezo am ehesten ein jüngerer Bruder Cäcilies, der dann aber von der Erbfolge ausgeschlossen gewesen sein musste. Aufgrund der Namensgleichheit des avunculus wurde Cäcilies Herkunft von einem Grafen Hemezo vermutet, laut Urkunde zu 1015 Graf im Westergau.
Die Urkunde von 1110 bezeugt die Übertragung einer Kirche in Sangerhausen (St. Ulrici) an die Abtei Reinhardsbrunn durch Ludwig den Springer und Konrad (von Honstein), seines Bruders Beringer Sohn, in Anwesenheit sämtlicher (noch lebender) Familienmitglieder. Hierfür sollten die Reinhardsbrunner Mönche das Todengedenken ihrer parentes (Vorfahren) verrichten, die in der Kirche begraben waren. Als diese Vorfahren kommen als nächstes Cäcilie und Beringer sowie deren Vorfahren in Frage, was eine Abstammung Cäcilies von einem Herrn von Sangerhausen wahrscheinlich macht, vermutlich althüringischem Adel.
Aufgrund der unbestimmten Angabe nobilissima de Saxonia wurden für Cäcilie fürstliche Vorfahren sächsischer Herkunft konstruiert, etwa der Pfalzgraf Burchard I. von Goseck oder Brun von Braunschweig und Gisela von Schwaben, wofür es aber soweit ersichtlich keine Indizien gibt.

## Kinder
Aus der Ehe mit Ludwig sind folgende Kinder überliefert:
- Hildegard († 1104); Ehen: 1. Poppo I. († 1078), 2. Thiemo v. Nordeck († ?)
- Beringer († vor 1110); Ehe: Bertrada († nach 1145), Tochter Konrads von Wettin/Camburg († ?)
- Ludwig († 1123); Ehen: 1. Tochter von Udalrici ducis de Saxonia?, 2. Adelheid von Stade († vor 1110), Tochter Lothar Udos II. († 1082)
- Adelheid († vor 1110); Ehe: Herr von Wippra († ?)
- Uta († vor 1110); Ehe: Dietrich von Linderbach († ?)